# Língua gestual da Guatemala
A Língua Gestual da Guatemala (no Brasil: Língua de Sinais da Guatemala) é a língua gestual através da qual a comunidade surda da Guatemala se comunica. O seu primeiro dicionário foi criado em 2000.